# Liber pantegni

Omnia opera Ysaac

Il Liber pantegni (παντεχνη "[racchiudimento] di tutte le arti [mediche]") è un testo medico medievale compilato da Costantino l'Africano verso il 1080. Attribuito a Isaac Israeli ben Solomon (X secolo), esso è un compendio di medicina ellenistica e medicina islamica, in larga parte costituito da una traduzione parziale del Kitāb al-malikī ("Libro regio") di ʿAlī ibn ʿAbbās al-Majūsī.
Si distingue in una sezione theorica e in practica, come era stato già fatto precedentemente nell'Isagoge Johannitii, un testo medico scritto da Hunayn ibn Ishaq (Iohannitius, o Johannitius Onan). Il "Liber pantegni" fu ampliato da Johannes Afflacius sotto il titolo di Liber aureus, e più tardi da Stefano d'Antiochia (1127) come Regalis dispositio.
Una compilazione più sintetica e pratica di tale libro è il Viaticum.

## Edizioni
- Opera omnia Ysaac, ed. Andreas Turinus, Lugduni, 1515; Constantini opera, apud Henricus Petrus, Basileae, 1536/39.
- Wolfenbüttel Digital Library, su diglib.hab.de.